# Attaque du 2 septembre 2022 à Huila
L'attaque du 2 septembre 2022 à Huila est survenue le 2 septembre 2022 lorsqu'un véhicule transportant huit policiers se rendaient à une oeuvre de charité dans la ville de San Luis. Alors qu'ils traversaient le village de Corozal, dans le département de Huila, en Colombie, ils firent pris dans une embuscade : leur véhicule a roulé sur une mine routière. Sept policiers ont été tués, et un autre, gravement blessé.

## Réactions
Le président colombien Gustavo Petro a qualifié l'incident d'« acte clair de sabotage contre la paix » dans le conflit colombien.